# عريب (جبلة)

تعديل مصدري - تعديل

عريب هي إحدى قرى عزلة المعشار بمديرية جبلة التابعة لمحافظة إب، بلغ تعداد سكانها 318 نسمة حسب تعداد اليمن لعام 2004.